# Смышляевка (аэропорт)
Смышля́евка — бывший аэропорт города Самара. Расположен на восточной окраине города (в 15 км к востоку от центра) в микрорайоне Аэропорт-2, входящем в черту города. К востоку от аэродрома находится посёлок Смышляевка Волжского района Самарской области, по имени которого и был назван аэропорт. 
В 1940—1950-х годах являлся основным аэропортом города Куйбышев, в 1961—1970-х годах — аэропортом местных воздушных линий, затем использовался как аэродром для авиационных работ.
С 15 июня 2012 года аэродром закрыт, преобразован в посадочную площадку и используется для производства авиационных работ. Способна принимать самолёты Ан-2, Л-410 и более лёгкие, а также вертолёты всех типов. Классификационное число взлётно-посадочной полосы (PCN) 12/F/C/Y/T, максимальный взлётный вес воздушного судна 15 т.
Объект с 1990-х годов эксплуатирует ОАО «Самарская компания авиации специального применения». Основные типы воздушных судов: самолёты Ан-2, вертолёты Ми-2, Ми-8. Кроме того, на посадочной площадке базируется авиационный клуб РОСТО Самарской области «Айсберг» и Самарский филиал ООО Авиапредприятие «Газпромавиа».
Вблизи посадочной площадки находятся аэродром Безымянка и так называемый «Учебный аэродром СГАУ».

## История

### Аэродром Безымянка
21 августа 1930 года была открыта регулярная авиалиния Москва - Самара - Ташкент общества Добролёт.
От Москвы до Самары рейсы выполняли 10-местные самолёты К-5, а от Самары до Ташкента 6-местные К-4.
Продолжительность полёта из Москвы в Самару составляла 6 - 7 часов (с посадкой в Пензе), из Самары до Ташкента - около 22 часов (с промежуточными посадками на аэродромах Оренбурга, Челкар, Казалинск, Кзыл-Орда). 
Аэропорт был организован в 1930 году на вновь созданном аэродроме при станции Безымянка (в районе современной улицы Заводское шоссе,
между проспектом Кирова и Гаражным проездом) и имел форму эллипса размером 2000х1500 м. Построены 2 ангара и здание аэростанции с комнатами отдыха, буфетом и помещениями для служебно-технического персонала, гараж под автомобили для перевозки пассажиров авиалинии, мастерские для ремонта самолётов, склады для горючего и запасных частей, метеорологическая станция краеведческого общества.
На аэродроме разместилась также авиашкола Осоавиахима. К северо-западу от аэродрома, в районе современных улицы Рыльской и Управленческого тупика, был создан жилой посёлок – Авиагородок, он же «военный городок при станции Безымянка» (позже носил наименования «Западный посёлок Безымянки» и «посёлок Стальконструкции»). Штаб аэродрома – современный дом по адресу Управленческий тупик, 3 (отделение почты России). Три трёхэтажных кирпичных дома (1932 г. постройки) предназначались для квартир начсостава авиашколы (дома №№ 9 по улице Рыльской, 10 и 12 по Управленческому тупику).
По состоянию на 1934 год ежедневно (за исключением зимних месяцев) выполнялся почтовый рейс Москва — Самара — Актюбинск — Джусалы — Ташкент.
В Куйбышеве (как стала называться Самара с 1935 года) находилось Волжское территориальное управление ГВФ, в которое входили Пензенская и Чкаловская (ныне Оренбургская) области, Мордовская и Чувашская республики. В 1935 году приказом ГУ ГВФ в Куйбышеве образован 240-й авиационный отряд специального применения для защиты сельскохозяйственных посевов от нашествия саранчи и других вредителей. В конце 1930-х годов в функции отряда вошли также полёты по выполнению санитарных заданий для оперирования неотложных больных в отдалённых пунктах региона или их доставке в областной центр. В Зубчаниновке, на улице Пушкина (ныне Сокская), размещалось Управление сельскохозяйственной авиации и штаб Куйбышевского 240-го авиаотряда специального применения. Полёты производились с аэродрома на Безымянке, куда пилотам и техникам приходилось добираться «поездом, автомашинами, а чаще всего пешком», преодолевая расстояние около 10 км.
В июле 1937 года аэропорт Безымянка, тогда подчинявшийся Северо-Казахскому управлению Гражданского воздушного флота с центром в Актюбинске, зарегистрирован в Куйбышевском городском финансовом отделе. В штате аэропорта к этому времени числится 39 человек.
В 1940 году в рамках создания авиационного производственного кластера на территории аэродрома начали строить моторостроительный завод № 337 (в 1941 году с началом Великой Отечественной войны на эту площадку эвакуирован из Москвы моторостроительный завод № 24 имени М.В. Фрунзе, ныне АО «Кузнецов»). Гражданская авиация в 1940 году была переведена в новый аэропорт Смышляевка, а военная авиация в 1942 году передислоцирована на аэродром Звезда около Чапаевска, аэродром Безымянка был закрыт.

### Аэродром Осоавиахим
Самарский аэроклуб ОСОАВИАХИМ был создан в феврале 1934 года, за 1934—1941 годы подготовил более 2 тысяч лётчиков, парашютистов, планеристов.
В годы Великой Отечественной войны 9 бывших воспитанников аэроклуба были удостоены звания Героя Советского Союза. В 1957 году аэроклуб был перебазирован на аэродром Рождествено.
Аэродром Самарского аэроклуба Осоавиахима находился в черте города в прямоугольнике нынешних улиц Мориса Тореза — Авроры — Партизанской — Мяги (в 10 км юго-западнее нынешнего местоположения аэропорта Смышляевка). Этот аэродром встречал в годы Великой Отечественной войны некоторые иностранные делегации и был отмечен на немецких разведывательных картах.
С 1940 года основным аэропортом Куйбышева стал вновь построенный аэропорт в Смышляевке. Аэродром в районе Садового проезда (нынешняя улица Мориса Тореза) использовался как аэропорт местных линий после Великой Отечественной войны и вплоть до 1961 года, в расписаниях движения самолётов он назывался «Аэропорт местных воздушных линий ГВФ». 
В осенне-зимнюю навигацию 1960/61 годов из аэропорта выполнялись рейсы в ряд райцентров Куйбышевской области, а также в Пугачёв и Балаково Саратовской области.
В 1962 — 1964 годах территория аэропорта была застроена жилыми домами (в основном пятиэтажными), микрорайон получил название «Массив ДОСААФ».

### Аэропорт Куйбышев
Новый аэропорт Куйбышева был открыт в Смышляевке в 1940 году, первая ВПП была построена из бетона, имела магнитный курс посадки 034/214, размер 750×45 м.
В 1940 году выполнялись рейсы Москва — Пенза — Куйбышев — Актюбинск — Джусалы — Ташкент (летом ежедневно, в остальные месяцы через день); Москва — Рязань — Пенза — Куйбышев (ежедневно).
По состоянию на 1949 год выполнялись рейсы (на самолётах Ли-2): из Москвы (аэропорт «Люберцы») два раза в день, Москва — Ташкент три раза в день с промежуточной посадкой в аэропорту Куйбышев, из Свердловска, Минеральных Вод, Новосибирска, Челябинска, Ростова-на-Дону; кроме того, через Куйбышев проходили рейсы Ленинград — Ташкент, Адлер — Иркутск, Адлер — Новосибирск, Адлер — Свердловск, Минеральные Воды — Новосибирск, Минеральные Воды — Свердловск, два раза в месяц выполнялся международный рейс Москва — Кабул. Стоимость авиабилета от Москвы до Куйбышева составляла в 1949 году 240 рублей (тогда средняя зарплата по СССР составляла 569 рублей).
В 1940—1960-х годах аэродром использовался не только гражданской, но и военной авиацией.
В 1952 году ВПП была удлинена до 1200 м, в Смышляевку из аэропорта местных воздушных линий (находившегося в районе улицы Мориса Тореза) были переведены транспортные самолёты Ли-2. В том же году создан 66-й объединенный авиаотряд Приволжского территориального управления ГВФ на основе 240-го авиаотряда спецприменения и 1-го Транспортного авиаотряда Волжского территориального управления ГВФ.
В осенне-зимнюю навигацию 1960/61 годов из аэропорта выполнялись рейсы: на самолётах Ил-14 в Москву, Ленинград, Саратов — Сталинград — Минеральные Воды, Сталинград — Краснодар — Адлер, Оренбург — Актюбинск — Джусалы — Ташкент, Свердловск, Казань — Ижевск — Пермь, Пенза — Воронеж — Харьков — Киев, Саратов — Сталинград — Астрахань — Махачкала — Баку, на самолётах Ли-2 в Бугульму, Ульяновск — Горький, Уральск — Гурьев, Балаково — Саратов, Уфу — Челябинск. 
В 1961 году из старого городского аэропорта (в районе Садового проезда) в Смышляевку были переведены самолёты По-2, Як-12 и Ан-2.
До 1961 года в расписаниях движения самолётов аэропорт назывался «Куйбышев» или «Куйбышевский аэропорт ГВФ». Он являлся основным аэропортом Куйбышева до начала 1960-х, когда в связи с возникшей потребностью эксплуатации современных высотно-скоростных самолётов, требующих ВПП больших размеров, был построен новый аэропорт Курумоч и большая часть рейсов была перенесена туда. Данный аэропорт не удовлетворял таким требованиям, а возможности расширения аэропорта не было: с севера аэродром ограничен железной дорогой, с юга — поймой реки Самара, с запада — аэродромом Безымянка, с востока — посёлком Смышляевка.

### Аэропорт Смышляевка
В 1961 году был открыт для регулярных рейсов новый аэропорт Курумоч, а данный аэропорт получил наименование Смышляевка.
В 1962 году авиаэскадрилья поршневых самолётов Ли-2 и Ил-14 была перебазирована из аэропорта Смышляевка в новый аэропорт Курумоч.
Пассажирских рейсов из аэропорта Смышляевка не выполняется с 1980-х. Основное назначение аэропорта в конце 20 века — авиационные работы в Самарской области и прилегающих районах Поволжья и Урала. По состоянию на конец 1980-х годов в аэропорту базировались 333-й лётный отряд (самолёты Ан-2) и 449-й лётный отряд (вертолёты Ми-2).
В августе 2002, 2004, 2006, 2008 годов в аэропорту проводился региональный авиасалон малой авиации.
В связи с катастрофой, произошедшей 26 апреля 2012 года с воздушным судном «Элитар-202» (бортовой номер RA-0186G), принадлежащим НП АК «Кондор», аэродром был закрыт для полетов с 26 апреля  по 23 мая  2012 года, и затем,  решением  комиссии Приволжского управления Росавиации,  с 15 июня 2012 года аэродром преобразован в посадочную площадку (при этом ликвидированы авиадиспетчерская и другие службы) для малой авиации. 25 декабря 2013 года закрыта метеостанция (АМСГ), работавшая в аэропорту Смышляевка с 1 января 1942 года (ранее, с 1934 по 1941 годы, она находилась на аэродроме Куйбышев).
28 марта 2014 года экипаж лётчика-испытателя Рубена Есаяна выполнил уникальный перелёт самолёта Ту-154М (бортовой номер RA-85069) с аэродрома Безымянка на находящуюся непосредственно рядом с ним посадочную площадку Смышляевка (расстояние между порогами ВПП составляет 2300 м). Сложность перелёта была в том, что аэродром Смышляевка закрыт в 2012 году, а длина его ВПП (1200 м) почти вдвое меньше минимально необходимой длины ВПП для нормальной эксплуатации Ту-154М (2200 м). Самолёт предназначен для учебного аэродрома СГАУ.

## Происшествия

### 1947 год
1 апреля 1947 года на аэродроме Смышляевка потерпел катастрофу самолёт A-20B (бортовой номер СССР-М279) Главного управления гидрометслужбы СССР (Куйбышевский отдельный авиаотряд). При вынужденной посадке самолёта штурман пытался покинуть воздушное судно, получил тяжёлые ранения и через 2 часа умер в больнице.

### 1958 год
10 октября 1958 года в 00:14 мск времени вблизи аэродрома Смышляевка во время ночного тренировочного полёта в простых метеоусловиях потерпел катастрофу самолёт Ли-2 (бортовой номер СССР-84733) 66-го объединённого авиаотряда. Из-за нарушения техники пилотирования самолёт потерял высоту, задел изгородь и крышу частного дома в пос. Смышляевка по адресу ул. Куйбышева, д. 62. Затем самолет перевернулся и левым мотором снес крышу частного дома по ул. Куйбышева, д. 31. Трое членов экипажа погибли на месте катастрофы, бортмеханик умер в больнице через 2 часа 20 минут после происшествия. Второй пилот получил ранения. Жители обоих поврежденных домов не пострадали.

### 1998 год
19 апреля 1998 года вертолёт Ми-2 авиакомпании «Баркол», вылетевший с аэродрома Смышляевка, потерпел аварию в 2,5 км от аэродрома. Пилот и пассажиры получили серьезные травмы различной степени тяжести.

### 2012 год
26 апреля 2012 года в 10:20 UTC (14:20 местного времени) при выполнении учебно-тренировочного полёта на аэродроме Смышляевка  произошло авиационное происшествие с самолетом Элитар-202 RA-0186G, принадлежащим НП Аэроклуб «Кондор». Самолёт разрушился и частично сгорел. Находившиеся на борту пилот самолёта и пассажир получили серьёзные травмы (ожоги) и были доставлены в городскую больницу города Самара. В результате полученных травм пилот и пассажир 28 апреля 2012 года скончались в больнице.